# Flavio Premoli
Flavio Franco Premoli, conosciuto come Flavio Premoli (Varese, 1º aprile 1949), è un tastierista, compositore e cantante italiano.
È famoso soprattutto per la sua militanza nel gruppo rock Premiata Forneria Marconi (PFM).

## Biografia
Flavio Premoli studia da bambino musica a Varese presso la scuola di fisarmonica della maestra Laura Benizzi, poi, giovane pianista di formazione classica, si avvicina verso la fine degli anni sessanta al Beat e alla musica di quegli anni anche grazie all'aiuto di personalità come Alberto Radius, chitarrista del gruppo Formula 3, che lo introduce allo studio dell'organo Hammond. Dopo una giovanile esperienza con I Cuccioli, gruppo beat che incide nel 1966 il 45 giri La strada che cerco (sul retro Tu non sai, versione italiana di The Kids Are Alright degli Who) e che è celebre per la presenza dei due chitarristi Danilo Franchi e Vittorio Giorgetti, viene contattato all'età di diciassette anni da I Quelli che cercavano un tastierista per far arricchire la strumentazione della band. Premoli entrò nel gruppo e ne seguì il percorso, che cambiò nel 1970 il nome in Krel e poi nel 1971, con l'ingresso di Mauro Pagani, in Premiata Forneria Marconi e con la quale firma gran parte dei brani insieme a Mussida e a Pagani. Partecipa inoltre alla famosa tournée con Fabrizio De André, curando personalmente molti degli arrangiamenti delle canzoni che Fabrizio userà in tutti i suoi concerti successivi fino alla sua morte (1999). Nel 1980 dopo la registrazione dell'album Suonare suonare, abbandona la band per dedicarsi alla carriera da solista, ormai stanco della vita del musicista in viaggio.
Negli anni ottanta, comincia quindi a lavorare sia in veste di produttore per i primi lavori di Rossana Casale e Luca Barbarossa sia in veste di compositore per Anna Oxa, Giangilberto Monti e Fiordaliso e pubblica un album da solista (Flavio Premoli) nel 1982 nel quale compare alla tastiera, chitarra, voce e arrangiamenti con la collaborazione di altri musicisti; registrerà l'album a Londra ma non riscuoterà molto successo.
Sempre in quegli anni Premoli nelle sue svariate attività di musicista compone colonne sonore per musical rock, per fiction televisive prodotte da Titanus, Mediaset e Taodue. e fonda una piccola azienda insieme a Carlo Forester, "Jinglebell", entrando nel campo della produzione per gli spot televisivi. Ha composto le musiche delle sigle di R.I.S. - Delitti imperfetti (e del suo seguito R.I.S. Roma), Finalmente soli e Nati ieri.
Nel 1997 partecipa alla reunion della PFM in occasione dell'album Ulisse e continua a suonare con il gruppo che ha ripreso l'attività di un tempo con lavori ancora validi come Dracula Opera Rock (2005). Recentemente ha anche ripreso l'attività di arrangiatore e produttore con l'amico Fabio Concato e con una collaborazione ad un album di Fiorella Mannoia.
Dopo l'ultima uscita Stati di immaginazione (di cui firmerà solo 2 brani) e la prima parte del tour a supporto dell'album lascia il gruppo nuovamente, probabilmente stanco della continua attività e delle tournée e per una serie di problemi fisici (soprattutto alla schiena) che costringeranno la band ad annullare alcuni concerti. Al suo posto attualmente alle tastiere siede Alessandro Scaglione.
Nel 2017 insieme ad Andrea Farri compone le musiche per Squadra mobile.
Nel 2019 è tornato in PFM per la tournée in ricordo del quarantennale del disco con Faber, e ha ripreso i concerti.
Dal 2023 ha ripreso nuovamente posto dietro le tastiere della Premiata Forneria Marconi per il tour celebrativo dei 45 anni di  "PFM canta De André".

## Discografia

### Con I Cuccioli
- 1966 - La strada che cerco / Tu non sai

### Con Quelli

#### Singoli
- 1967 - Per vivere insieme / La ragazza ta ta ta
- 1967 - Tornare bambino / Questa città senza te
- 1968 - Mi sentivo strano / Dettato al capello
- 1968 - Lacrime e pioggia / Nuvole gialle
- 1969 - Dici / Marilù
- 1970 - Dietro al sole / Quattro pazzi

#### Album in studio
- 1969 - Quelli

### Con I Krel
- 1970 - Finché le braccia diventino ali / Ed il mondo cade giù

### Con la Premiata Forneria Marconi
- 1972 - Storia di un minuto
- 1972 - Per un amico
- 1973 - Photos of Ghosts
- 1974 - L'isola di niente
- 1974 - Cook
- 1974 - The World Became the World
- 1975 - Chocolate Kings
- 1977 - Jet Lag
- 1978 - Passpartù
- 1980 - Suonare suonare
- 1997 - Ulisse
- 1999 - www.pfmpfm.it (il Best)
- 2000 - Serendipity
- 2002 - Live in Japan 2002
- 2004 - Piazza del Campo
- 2005 - Dracula Opera Rock (album)

### Da solista
- 1982 - Flavio Premoli

## Televisione
- Finalmente soli (1999-2004)
- Il commissario (2002)
- R.I.S. - Delitti imperfetti (2005-2009)
- Codice rosso (2006)
- Nati ieri (2006-2007)
- Occhio a quei due (2009)
- R.I.S. Roma - Delitti imperfetti (2010-2012)
- L'ombra del destino (2011)
- Squadra mobile (2015-2017)